# Bob Armstrong (baloncestista)
T. Robert "Bob" Armstrong (Detroit, Míchigan, 17 de junio de 1933-Plymouth, Míchigan, 5 de enero de 2016) fue un jugador de baloncesto estadounidense que disputó una temporada en la NBA. Con 2,03 metros de estatura, jugaba en la posición de ala-pívot.

## Trayectoria deportiva

### Universidad
Jugó durante tres temporadas con los Spartans de la Universidad Estatal de Míchigan, donde lidreó al equipo en porcentaje de tiros de campo en 1953.

### Profesional
Fue elegido en el Draft de la NBA de 1955 por Rochester Royals, pero no fue hasta 1956 cuando debutó como profesional con la camiseta de los Philadelphia Warriors, con los que disputó 19 partidos en los que promedió 1,5 puntos y 2,1 rebotes.

## Estadísticas de su carrera en la NBA

### Temporada regular
| Temporada | Edad | Equipo                | Liga | P  | TIT | MIN | TC  | TCA | %TC  | 3P | 3PA | %3P | TL  | TLA | %TL  | R.OF. | R.DEF. | REB | ASIS | ROB | TAP | PER | FP  | PTS |
| 1956-57   | 23   | Philadelphia Warriors | NBA  | 19 |     | 5.8 | 0.6 | 1.9 | .297 |    |     |     | 0.3 | 0.6 | .500 |       |        | 2.1 | 0.2  |     |     |     | 0.7 | 1.5 |
| Total     |      |                       | NBA  | 19 |     | 5.8 | 0.6 | 1.9 | .297 |    |     |     | 0.3 | 0.6 | .500 |       |        | 2.1 | 0.2  |     |     |     | 0.7 | 1.5 |